# Dubiaranea affinis
Dubiaranea affinis là một loài nhện trong họ Linyphiidae. Loài này được phát hiện ở Ecuador.